# آتبیس کات
آتبیس کات (به لاتین: Aathbis Kot) در نپال با جمعیت ۳٬۶۲۷ نفر است که در rapti zone واقع شده‌است.